# Morane-Saulnier MS.406
Моран-Солнье MS.406 (фр. Morane-Saulnier MS.406) — одноместный французский истребитель Второй мировой войны. Самолёт разработан в конструкторском бюро авиастроительной фирмы «Моран-Солнье» под руководством Поль-Рене Готье. Серийно производился на заводе объединения SNCAO в Нанте с января 1939 по март 1940 года, также выпускался с ноября 1939 года по лицензии фирмой EFW в Швейцарии. Всего во Франции изготовлено 1074 самолёта, ещё 301 экземпляр (без прототипов) был изготовлен в Швейцарии.
MS.406 является одним из самых известных французских боевых самолетов времен Второй мировой войны, наряду с Dewoitine D.520. Это был первый французский истребитель, развивший скорость более 400 км/ч, и один из двух французских самолетов, построенных в количестве более 1000 экземпляров (вторым был Potez 630).

## Разработка

#### Программа С1 1934 г.
13 июля 1934 года Техническая служба аэронавтики (STAé) начала программу создания одноместных истребителей "C1" для замены Dewoitine D.500 и Loire 46. В эту программу несколько раз вносились изменения, а 16 ноября 1935 года она и вовсе была заморожена. Несмотря на это всё же были спроектированы новые модели истребителей: Loire 250, Dewoitine D.513, Loire-Nieuport LN 161, Morane-Saulnier MS.405 и Bloch MB.150.
Были выбраны два проекта - Bloch MB.150 и Morane-Saulnier MS.405. Оба самолёта были одноместными с низкорасположенными крыльями, закрытыми кабинами и классическими убирающимися шасси, но Bloch должен был быть оснащён 14-цилиндровым звёздообразным двигателем Gnome и Rhône 14N, а Morane - рядным двигателем Hispano-Suiza. MS.405 и его преемники были спроектированы под руководством технического директора компании Morane-Saulnier и инженера Национальной высшей школы искусств и ремёсел Поль-Рене Готье.

MS.405 обошёл в конкурсе другой прототип с рядным двигателем, Loire-Nieuport LN 161, имевший цельнометаллическую конструкцию и превосходивший по скорости, потолку и скороподъемности (до 8000 метров за 9 минут против 24 у MS-406).

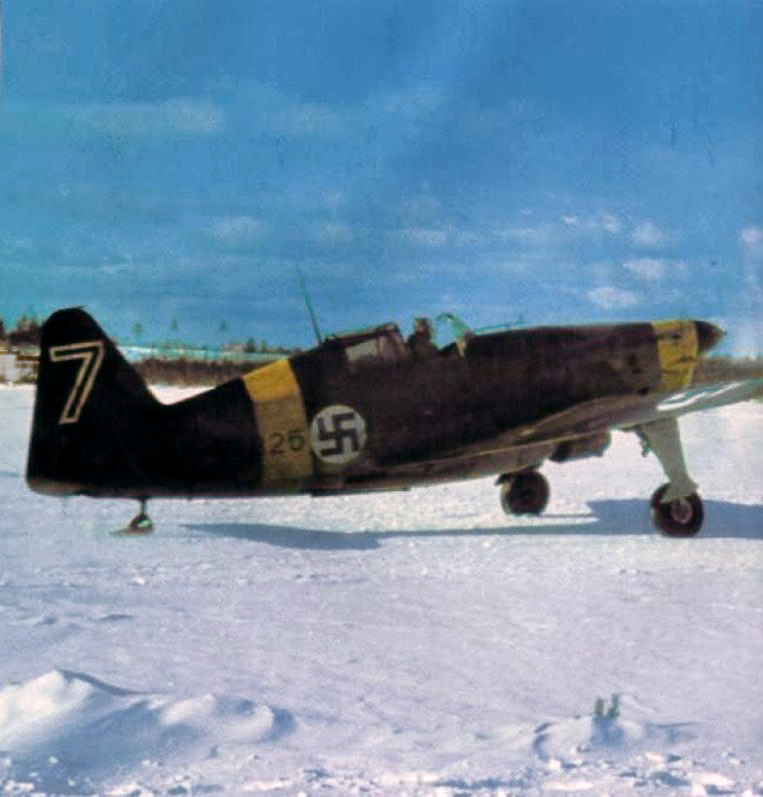
M.S.406 финских ВВС.

## Основные модификации
M.S.406 C1основная модификация с двигателем Hispano-Suiza 12Y-31, 1077 экземпляров.
M.S.410модернизация M.S.406 C1 с изменённым вооружением (4 × 7,5 мм пулемёта MAC 1934) и усиленным крылом, переоборудовано 79 экземпляров.
D-3800M.S.406, изготовленные по лицензии на заводе EFW в Швейцарии, 82 экземпляра.
D-3801модификация D-3800 с более мощным двигателем Hispano-Suiza 12Y-51 и с дополнительным вооружением, 207 экземпляров.
D-3802модификация с двигателем Hispano-Suiza 12Y-52 и с 20 мм пушками FFK-HS вместо пулемётов MAC 1934, 12 экземпляров.
Morko Moraaniфинская модернизация M.S.406 C1 с советским двигателем М-105П и пулемётом УБ, переделано 15 экземпляров.

## Тактико-технические характеристики
Приведённые ниже характеристики соответствуют модификации M.S.406:
Источник данных: «Уголок неба»

Технические характеристики
- Экипаж: 1 пилот
- Длина: 8,13 м
- Размах крыла: 10,61 м
- Высота: 2,71 м
- Площадь крыла: 17,1 м²
- Масса пустого: 1893 кг
- Нормальная взлётная масса: 2470 кг
- Силовая установка: 1 × поршневой жидкостного охлаждения Hispano-Suiza 12Y-31
- Мощность двигателей: 1 × 860 л.с. (1 × 640 кВт)
- Воздушный винт: трёхлопастный, регулируемого шага

Лётные характеристики
- Максимальная скорость: 486 км/ч
- Крейсерская скорость: 320 км/ч
- Практическая дальность: 900 км
- Практический потолок: 9850 м
- Скороподъёмность: 13 м/с
- Нагрузка на крыло: 141,9 кг/м²
- Тяговооружённость: 260 Вт/кг

Вооружение
- Стрелково-пушечное:  

Morane-Saulnier MS 406 C1

  - 1 × 20 мм пушка Hispano-Suiza HS.404
  - 2 × 7,5-мм пулемёта MAC 1934 в крыле

## Эксплуатация и боевое применение
Франция

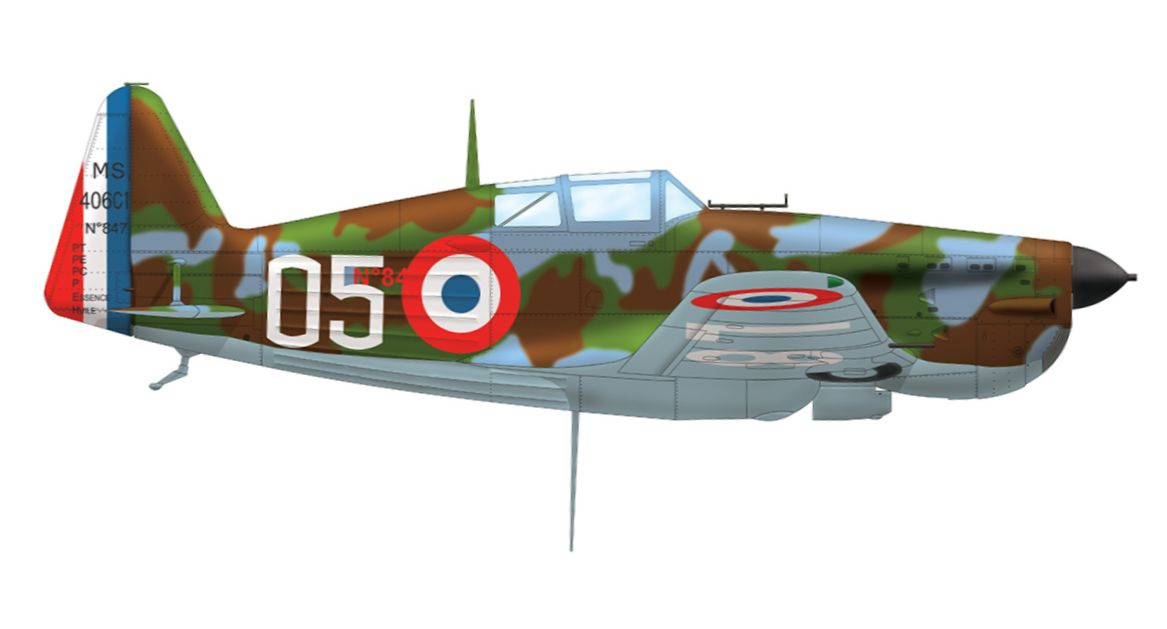
Morane-Saulnier MS.406 N° 847, Groupe de Chasse I/6, май 1940

- ВВС Франции: на вооружение ВВС Франции самолёт поступил в феврале 1939 года, использовался в боевых действиях с мая 1940 во время Битвы за Францию.
- Авиация ВМС Франции

 Французское государство
- ВВС Виши: с 1940 по 1942 годы 6 истребительных групп состояли на вооружении ВВС Режима Виши, в основном в колониях. Участвовали в воздушных боях против истребителей Королевских ВВС Великобритании во время Сирийской операции 1941 года.

 Польша
- ВВС Польши (Польские ВВС во Франции и Великобритании): до войны были заказаны 160 самолётов, но до поражения Польши поставлены они не были[4]; однако, у польских ВВС во Франции имелось не менее 91 машины в различных учебных и боевых подразделениях.

 Финляндия
- ВВС Финляндии: в декабре 1939 года правительство Франции безвозмездно[5] поставило Финляндии 30 истребителей Morane-Saulnier MS.406C1, которые использовались во время советско-финской войны 1939—1940 гг.[6]; ещё 57 приобретено из числа немецких трофеев (модели 406 и 410, с подтипами); с июня 1941 года самолёты использовались на Восточном фронте в составе 14-й и 28-й эскадрилий. ВВС Финляндии сняли с вооружения «Мёрко Мораани» — финскую модификацию MS.406 в 1952 году. Всего в Финляндии имелось 87 истребителей Morane-Saulnier, из них 76 модели 406 и 11 модели 410.

 Турция
- ВВС Турции: в конце 1939 года и в начале 1940 года получено 45 истребителей.

 Германия
- Люфтваффе: трофейные самолёты ВВС Франции. Примерно 200 захвачено в 1940 году, использовались в авиашколах, в конце того же года часть передана Финляндии. В ноябре 1942 года в "свободной зоне" было захвачено ещё 98 машин, доставшихся Финляндии (2), Хорватии (44) и Италии (52).

 Италия
- Regia Aeronautica: от Германии в конце 1942 года получено 52 трофейных самолёта.

 Швейцария

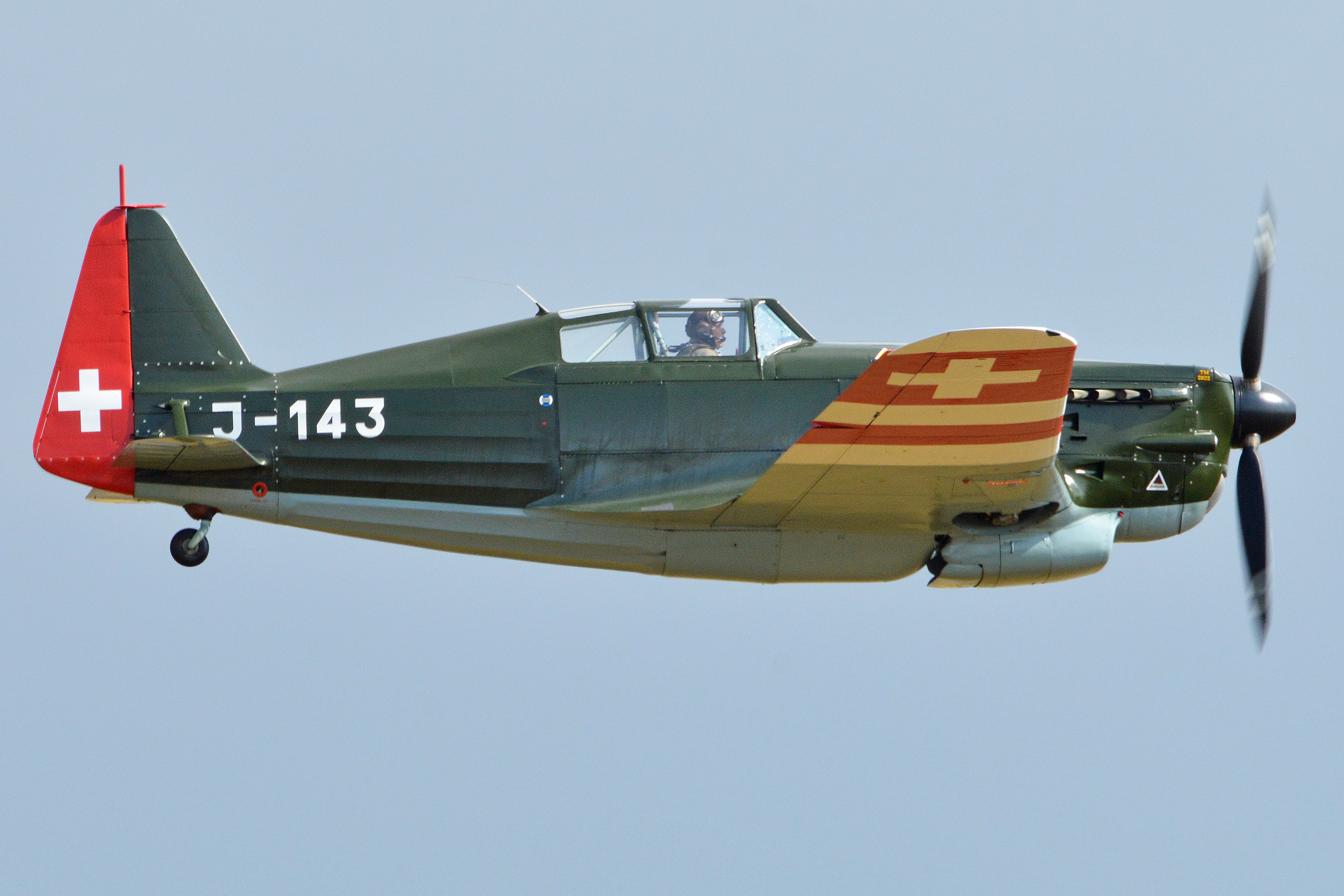
Швейцарский D-3801 'J-143' (HB-RCF); данная схема окраски введена после высадки Союзников в Нормандии (2013 г.)

- ВВС Швейцарии: 82 или 84 штук D.3800. Поступали с 1938 по 1940 год. Кроме того было налажено лицензионное производство на предприятии EFW, с использованием швейцарских пулемётов (207 D.3801).

 Независимое государство Хорватия
- ВВС Независимого государства Хорватия: 44 или 48 самолётов.

 Сиам (ныне Таиланд)
- Королевские ВВС Сиама: трофейные

### Заказаны, но не получены
Китайская Республика
- ВВС Китайской Республики: в 1938 году заказаны 12 самолётов, которые были доставлены в Хайфон, но затем переданы французской Escadrille EC 2, в рядах которой в декабре 1940 года сражались с ВВС Японии и Сиама. По некоторым данным, 1 или 2 самолёта всё же смогли попасть в китайские ВВС.

 Литва
- Литовская военная авиация: было заказано 13 машин.

 Королевство Югославия
- Югославские королевские ВВС

## Оценка самолёта
«Мессершмитт» Bf.109E на 75-80 км/ч превосходил Моран по скорости, имел лучшую скороподъемность, но более слабое вооружение. Запас снарядов у MS.406С-1 был больше, чем у противника: HS 404 комплектовалась 60 снарядами, а MG FF (или MG FF/M) пушечной версии «Мессершмитта» — 120 для двух орудий MG FF. Но Е1 и Е3 несли по четыре 7,92-мм пулемета MG 17, так как мотор-пушку с Е3 в подавляющем числе случаев демонтировали. Крыльевые пушки имел только Bf 109Е-4, сменивший Е-3 на сборочных линиях в конце лета 1940 г. Французская машина имела меньший радиус разворота, позволявший успешно вести бой на горизонталях.
В качестве учебного ВВС Франции в лётной школе в Бретиньи использовался до 1947 года.